# Казахстан у складі Російської імперії

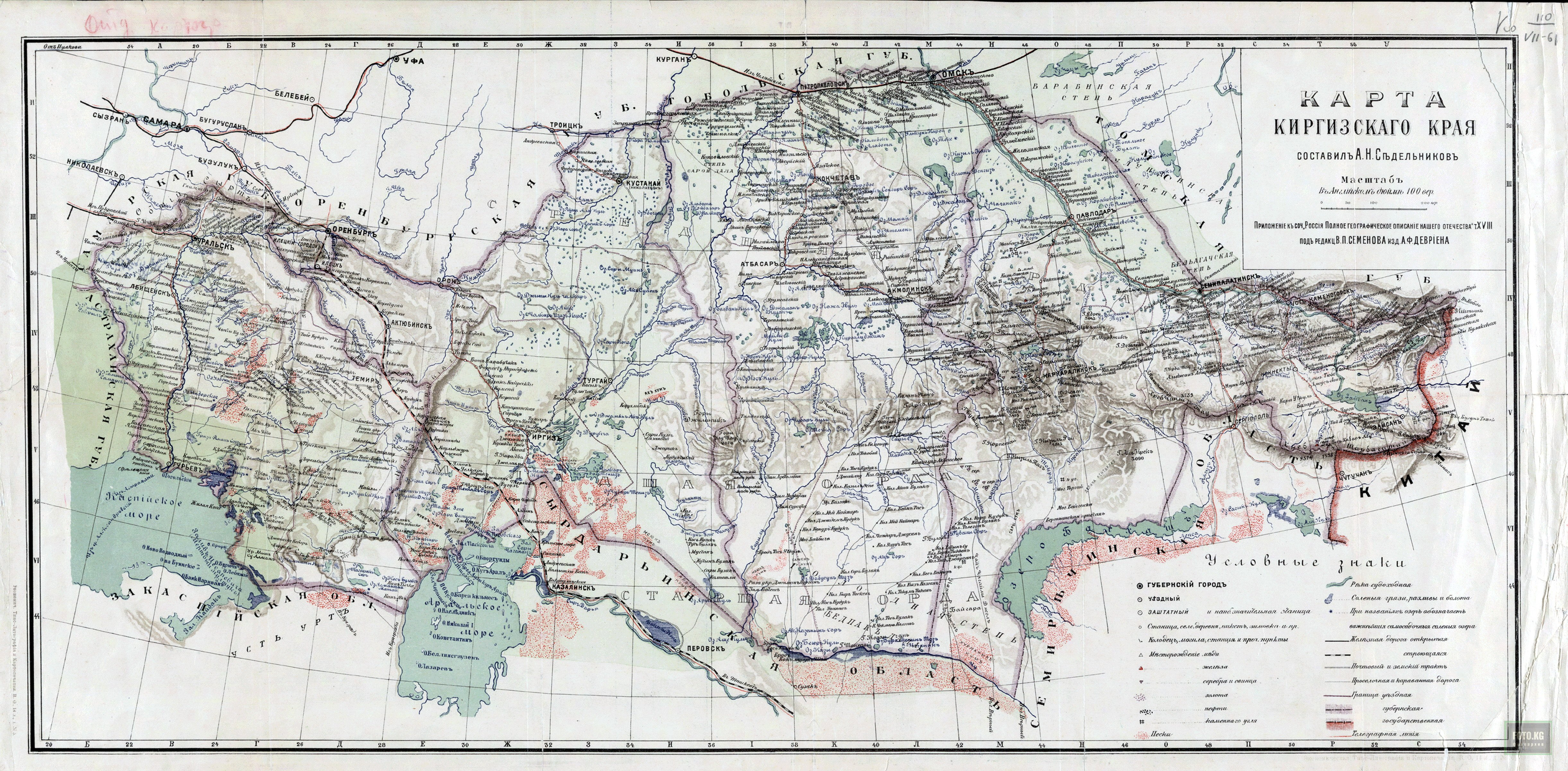
Карта Киргизького краю у 1903 році

Казахстан у складі Російської імперії — період історії Казахстану від прийняття Абулхайр-ханом російського підданства 1731 року до падіння Російської імперії 1917 року.

## Перший російський протекторат
З метою зміцнення своєї влади та піднесення над ханами Старшого та Середнього жузів хан Молодшого жузу Абулхайр ухвалив рішення щодо встановлення дипломатичних відносин з Росією. У 1730 році Абулхайр та його сини Нурали та Єрали звернулися до російської імператриці Анни Іоанівни з проханням про поширення російського підданства на казахів Молодшого жузу. У 1731 році це прохання було задоволене, і над казахами Молодшого жузу було встановлено протекторат Росії. 1732 року російській імператриці присягнув хан Середнього жузу Самеке, а 1740 року російський протекторат над казахами Середнього жузу підтвердив хан Старшого жузу Абилай. Хани Молодшого та Середнього жузу зобов'язалися охороняти російські кордони, сприяти російським військовим, політичним та торговим інтересам на підвладній їм території та платити ясак «шкірами звіриними». В обмін російська влада гарантувала казахам Молодшого та Середнього жузу захист від руйнівних набігів джунгарів та башкир.
Після смерті 1748 року хана Абулхайра російський вплив у казахських степах послабшав. Батир-хан, який оскаржував у Нурали-хана владу над Молодшим жузом, змінив орієнтацію на Джунгарське ханство, а в 1756 році після розгрому Джунгарського ханства Цінською імперією визнав сюзеренітет Пекіна над казахами Молодшого жузу. Абилай-хан, що фактично правив Середнім і Старшим жузом через свого дядька Абілмамбет-хана, за підтримки таких легендарних героїв-батирів, як Баян і Канжигали Богенбай, вів дворічну війну (1756—1757) з цінськими полководцем Хадахой та Дарданой. Переважаючі сили маньчжурів кілька разів завдали поразки казахам на їхній же території, але водночас зазнали великих втрат, виснажилися у війні і, не маючи можливостей для подальших дій, відступили та прийняли пропозицію миру, а хан визнав себе васалом Китаю.

## Будівництво російських фортифікаційних ліній
Початку повномасштабної експансії Росії в Казахстані передувало будівництво сильних російських фортифікаційних ліній вздовж російсько-казахського кордону, прийняття урядом заохочувальних заходів для переселення російських селян і торговців у прикордонні з Казахстаном райони і політико-економічний тиск на місцевих правителів. 1716 року почалося будівництво першої російської фортифікаційної лінії — Іртиської; у 1752 вона поєднала три західносибірські фортеці: Омськ, Семипалатинськ та Усть-Каменогорськ. У 1737—1742 роках Оренбурзька фортифікаційна лінія поєднала Оренбург і Троїцьк. У 1740—1750-х роках було зведено ряд форпостів, які згодом склали Уральську (Яїцьку) оборонну лінію. У 1811 році між річками Ілек і Урал була побудована Ілецька оборонна лінія. Усього до початку XIX століття на чотирьох лініях було зведено 46 фортець та 96 редутів.

## Відновлення російського протекторату над казахами Молодшого та Середнього жузу
Більшість родів Молодшого жузу і деякі роди Середнього жузу підтримали Пугачовське повстання (1773—1775), що стало приводом для повернення Росії до Казахстану. Політика Катерини II у регіоні поєднувала військове придушення, стимулювання економічної зацікавленості казахів у російському правлінні та культурно-ідеологічну експансію. Як цивілізаторський чинник та спосіб ідеологічного контролю Катерина II розглядала ісламізацію казахів зусиллями казанських татар. У 1784 році був виданий указ про масову споруду в казахських степах мечетей, медресе і караван-сараїв та укомплектування їх татарами. У 1789 році в Уфі було засновано перший російський муфтіят — Духовне управління мусульман Російської імперії, однією з найважливіших функцій якого було поширення ісламу серед казахів-кочівників. У результаті початку XIX століття іслам став панівною релігією в казахських степах.
Катерина II надавала особливого значення переведенню казахів-кочівників на осілість; також було вжито додаткових заходів щодо переселення російських селян у казахські степи та навчання місцевих кочівників землеробським навичкам. У 1787 році російська влада ініціювала поділ території Молодшого жузу на західну, центральну та південну області, керовані виборними радами старійшин і прикордонними судами, у яких були представлені як казахи, так і росіяни. Рада і суд були підзвітні одночасно казахському хану та російській владі.
У 1799 році для управління казахами Молодшого жузу було створено Оренбурзьку прикордонну комісію.
У міру переходу верховних владних функцій над казахами Молодшого та Середнього жузу до Санкт-Петербурга, влада ханів стала носити номінальний характер. У 1818 році титул хана був скасований у Середньому жузі, а в 1824 — у Молодшому жузі; за цим було включення земель Середнього жузу до складу Західного Сибіру під назвою «Киргизький степ». У 1844 році казахи колишнього Молодшого жузу були переведені під паралельне управління Азіатським департаментом Міністерства закордонних справ та Оренбурзького військового коменданта, а колишню територію жузу розділили на три регіони (Західний, Центральний та Східний).

## Реформи Сперанського
У 1820—1840-х роках на території казахських степів були проведені реформи, головним розробником яких був генерал-губернатор Західного Сибіру М. М. Сперанський. Метою реформ було затвердження серед казахів територіального адміністративного поділу замість родового, що існувало раніше, і на інтеграцію Казахстану в адміністративну систему Російської імперії. У результаті цих реформ «Киргизький степ» був поділений на 4 округи, які у свою чергу ділилися на 87 волостей (1834 року було додано ще три округи). Округ керувався наказом на чолі із султаном та двома — російським та казахським — представниками. Наказ наділявся політичними та судовими повноваженнями. Волость (стороння управа), що складалася з 10-12 аулів (родова управа), управлялася султаном або членом аристократичної сім'ї, обраним на раді старійшин кланів. Аул, у свою чергу, об'єднував близько 15 сімей, пов'язаних родинними узами.
Економічні реформи були націлені на перетворення кочівників на осілих та цивілізованих жителів та на подальший розвиток Казахстану. Пересічні кочівники безкоштовно наділялися земельними ділянками у розмірі 15 десятин, а також насінням та сільськогосподарським інвентарем. Старійшини родів отримували 30 десятин, бії — 40.
У 1841 році було проведено кодифікацію кодексу степових законів, який синтезував норми адату та російського судового законодавства.

## Установлення російського протекторату над казахами Старшого жузу та іншими територіями Казахстану

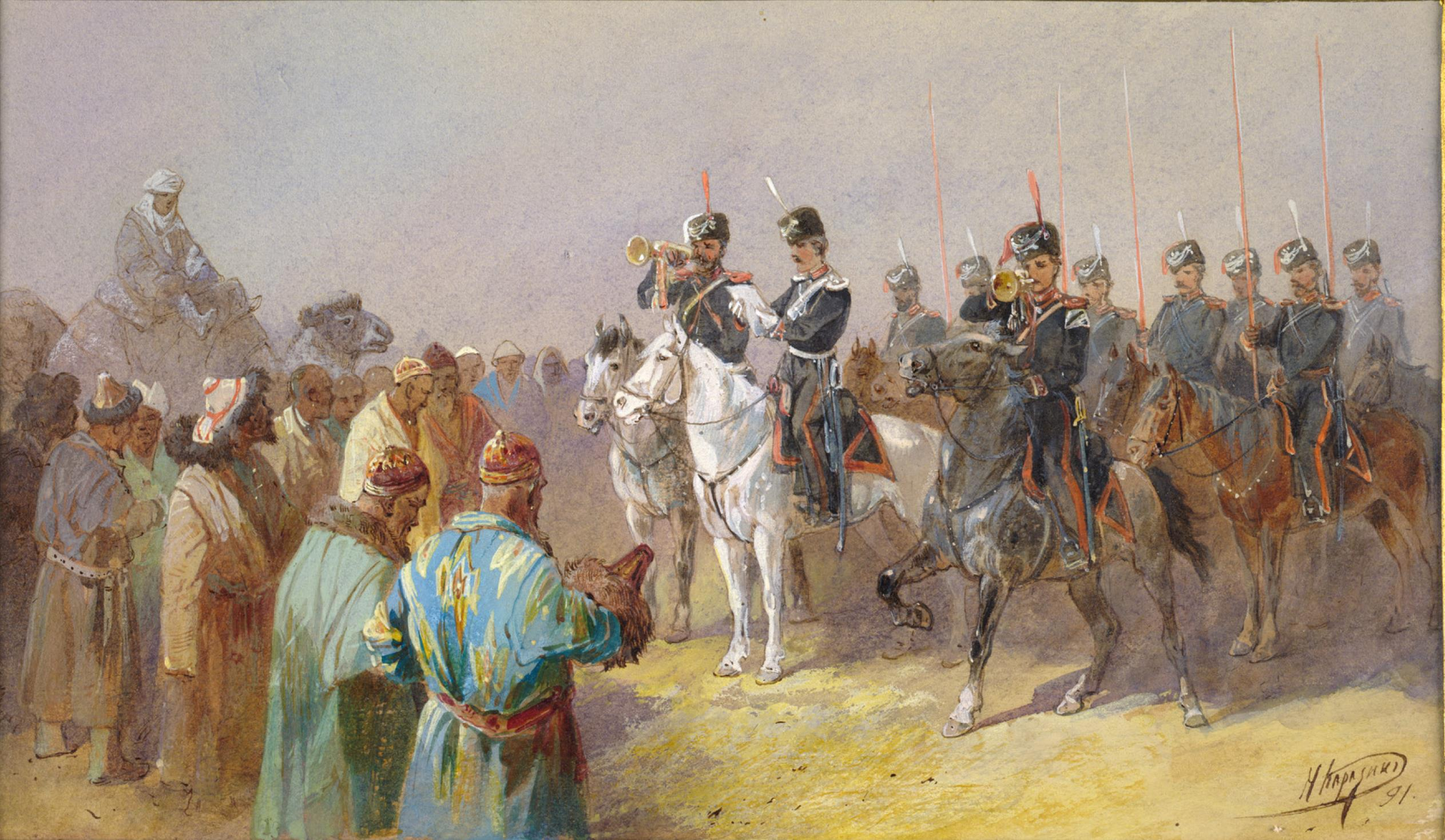
Об'ясачення Середньої киргиз-кайсацької орди. Царський указ. 1824 рік.

Після розгрому Джунгарського ханства Цінської імперією і казахсько-маньчжурської війни 1756—1759 років у Казахському ханстві дедалі більше почала зміцнюватися влада султана Абилая, що у 1771 році був офіційно піднятий на білій кошмі і визнаний ханом. Під час його правління казахська держава успішно боролася із планами Цінської імперії поширити на нього свій вплив. Провівши низку успішних військових операцій проти киргизів (Жайильське побоїще), Кокандського та Бухарського ханств, Абилай зумів повернути раніше захоплені казахські землі, у тому числі місто Ташкент. Здебільшого війни відбувалися у південній частині нинішнього Казахстану.
Абилай визнавав підданство Російської імперії, але чинив опір її впливу. Його син Уалі-хан не мав такого впливу, як його батько, унаслідок чого в період його правління російська влада побудувала на казахській території низку фортець, як, наприклад, Акмолінськ.
Тривалий час кочівники існували за рахунок військових набігів і данини з навколишніх територій. Наприклад, кожне сирдар'їнське місто платило данину одному з казахських правителів. Але така модель відносин була неможлива з такою імперією, як Росія. Казахи намагалися здійснювати набіги, проте російський уряд не шкодував коштів для зміцнення кордону і незабаром перетворив їх на практично неприступну оборонну лінію, що витяглася дугою від Каспійського моря до Алтаю.
Після смерті Уалі-хана в 1821 за указом Олександра I ханство було ліквідовано, а його територія увійшла до складу Російської імперії.
Унаслідок конфлікту інтересів і зіткнень протилежних світоглядів відбувалися народні заворушення, що виливаються у повстання. Яскравим лідером опору став онук Абилая — Кенесари, визнаний ханом у 1841 році. Але сили були нерівні, і в 1847 Кенесари був убитий, після чого територія, що входить зараз до складу Північноказахстанської, Кустанайської і частково Акмолінської областей, фактично опинилася під управлінням Росії.
Михайло Терентьєв писав про взаємини казахів і російської влади в цей період так:
За малими винятками майже всі губернатори трималися тієї думки, що з ординцями можна впоратися їх же способом: набігами. Уявімо таку картину: чумекеївці розчебарили наших башкир і потягнулися з барантою у своясі, але ми вступаємося і висилаємо в степ загін… Зазвичай у таких випадках винні встигнуть відкочувати далі, у межі Хіви чи Бухари, а під руку трапляються, тільки невинні, якісь чеклінці, які вважають себе такими, що не підлягають відплаті і тому залишаються на своїх місцях. Але оскільки вирішити питання винні вони, чи ні — надано начальнику загону, якомусь козачому офіцеру — то загін майже завжди повертається з барантою і з відзнакою, тобто зі славою. Розчебарені чеклінці є на лінію мстити, в погоню за ними посилається інший загін, який наздоганяє припустимо бейбулатовців і громить їх… Рахунки заплутуються.
Жодна з потерпілих сторін у боргу не залишається, але відшкодовує свої збитки на першому-ліпшому. Рятуючись потім від переслідування, партія, звичайно, поспішає, захоплені стада виснажуються і худоба починає падати.
Зрештою, усі залишаються в збитку.

Якщо справа не обмежується барантою, а розгортається у відкрите повстання, то наші леткі загони позбавляються і таких гучних лаврів, як перемоги над мирними аулами: тоді вже мирних немає — усі на варті, усі чекають, і то нападають зненацька, то улепетують у безмежні степи.

## Остаточне входження Казахстану до Російської імперії
У 1864—1865 роках в ході російсько-кокандської війни російськими військами під командуванням полковника Черняєва були взяті кокандські міста Ауліє-ата (нинішній Тараз), Чимкент (Шимкент) і Ташкент, під натиском полковника Верьовкіна 12 липня 1873 остаточно підпорядковані казахський рід адаїв. Активну роль у війні проти військ царської Росії брав син Кенесари хана Сиздик султан. Однак сили були нерівні, і після захоплення землі колишніх Старшого, Середнього та Молодшого жузів були поділені на шість областей і включені до трьох губерній Російської імперії. Сирдар'їнська та Семиріченська області увійшли до складу Туркестанського генерал-губернаторства; Уральська та Тургайська — до складу Оренбурзької губернії; Акмолінська та Семипалатинська — до складу Західно-Сибірського генерал-губернаторства. Кожна область управлялася військовим комендантом, який спирався на військовий гарнізон. Область поділялася на кілька повітів на чолі з начальником повіту — російським офіцером. При ньому була консультативна рада з представників казахської аристократії. Повіти були поділені на волості, які включали кілька аулів.
Основи землекористування казахів було викладено у Степовому кодексі, прийнятому 1891 року. Згідно з кодексом, верховним власником казахських земель, які раніше були в общинній власності, оголошувалося Російське губернаторство. Від його імені старійшини аулів виділяли у користування кожній казахській сім'ї ділянку землі у 15 десятин.

## Реформи Кауфмана у Туркестані
У Туркестані в 1867—1881 роках губернатор К. П. Кауфман скасував рабство та здійснив серію реформ, націлених на інтеграцію тубільних та загальноросійських норм землекористування, місцевого управління та судочинства. За Туркестанським земельним укладенням 1877 верховна державна власність на землю поєднувалася з широкими володарськими правами тубільного населення; зокрема, хлібороби наділялися правом купівлі-продажу та наслідування оброблюваної землі. Земельний податок, встановлений у Туркестані, був значно нижчим, ніж у Центральній Росії. У 1886 року зважаючи на розширення землеробського виробництва серед казахів державна власність на оброблювані землі була скасована і право землероба на володіння землею, що обробляється, було перетворено на право власності на цю землю; у державній власності залишилися лише ліси, річки та необроблені землі біля Туркестану.
У сфері місцевого управління та судочинства реформи Кауфмана сприяли утвердженню принципу виборності за збереження ефективних традиційних інститутів. пересічні мешканці були наділені правом вибирати старійшин кишлаків, аулів та волостей. Поряд із новоствореними російськими судами були збережені місцеві суди, що діяли на основі шаріату та адату; як і раніше, вони очолювалися біями та каді.

## Зміна ставлення влади до ісламу
На півночі Казахстану провідниками ісламізації слугували казанські татари, які здебільшого були спрямовані на всебічну інтеграцію російських мусульман у соціально-політичне, економічне та культурне життя Російської імперії. На півдні Казахстану, однак, провідну роль у поширенні ісламу відігравали ісламські місіонери з Кокандського ханства та інших областей Центральної Азії, для яких були характерні відданість традиційному Ісламу та антиросійська політична орієнтація. У 1880-х роках серед казахів, як і інших мусульман Російської імперії, почали поширюватися ідеї панісламізму та пантюркізму. Російська влада вбачала в панісламізмі і пантюркізмі загрозу територіальної цілісності імперії, і курс на сприяння розвитку Ісламу змінився політикою жорсткої регламентації з боку Міністерства внутрішніх справ Росії всіх видів ісламської діяльності (на одну волость був офіційно дозволений, наприклад, лише один мулла, підконтрольний російській владі).

## Розвиток казахської інтелектуальної еліти
Для підвищення рівня освіти та підготовки місцевих кадрів російською адміністрацією було створено мережу російсько-казахських шкіл. Декілька казахів — випускників цих шкіл здобули можливість продовжити освіту в гімназіях Оренбурга, Омська та Семипалатинська. Серед цих перших представників казахської світської інтелектуальної еліти були Чокан Валіханов, Ібрай Алтинсарін та Абай Кунанбаєв.
Переважна більшість казахської молоді продовжувала здобувати конфесійну освіту в медресе. У 1890-х роках у медресе Казахстану став проникати новий метод навчання (усул уль-джадід), суть якого зводилася до заміни механічного зазубрювання Корану та інших ісламських текстів навчання усній арабській мові, а також введення в програму медресе таких базових світських предметів, як математика, фізика, історія, література та мова. Упровадження нового методу було неоднозначно сприйняте російською владою: з одного боку, він забезпечував більш високий загальноосвітній рівень казахів і сприяв їх інтеграції в систему російських соціально-економічних зв'язків, але, з іншого, став основою ширшого суспільно-політичного феномену — джадидизму, який став первинною формою казахської національної та політичної самосвідомості. Серед джадидів були такі яскраві представники казахської мусульманської еліти, як Мурат Монкаулі та Абубакір Кердері. Серед освіченої частини казахського населення ідеї джадидизму поширювалися за допомогою перших казахських періодичних видань — «Акмолінський листок», «Оренбурзький листок» та «Степова газета»; оскільки до 1905 року у Казахстані не було друкарні з арабським шрифтом, то перші казахські газети видавалися у друкарнях Казані.

## Соціально-економічний розвиток
У другій половині XIX століття казахські степи перетворилися на процвітаючу окраїнну провінцію Російської імперії.
У другій половині ХІХ століття біля Казахстану досягнуто небувалі висоти у такий короткий термін, з'явилася гірнича промисловість, виникли перші промислові підприємства, почався розвиток вугле- і нафтовидобутку промисловості. У 1892—1896 роках була побудована Транссибірська залізниця, що з'єднала Омськ і Оренбург і суттєво покращила зв'язок Казахстану з Центральною Росією.

## Казахстан у роки Першої світової війни
Незважаючи на те, що духовним главою мусульман-сунітів був османський султан-халіф, вступ Османської імперії до Першої світової війни проти Росії не викликав хвилювань серед російських мусульман, оскільки війна була спровокована саме младотурками. Однак у міру затягування війни, зростання втрат і тягаря воєнного часу збільшення соціальної напруженості по всій Росії торкнулося і мусульман. 25 червня 1916 року цар Микола II видав указ про залучення на тилові роботи в прифронтовій смузі близько півмільйона мусульман Туркестанського та Степового країв. У відповідь на території від Амудар'ї до Уралу спалахнули антиурядові виступи.
Ці хвилювання до січня 1917 року були придушені: близько 3 тисяч повстанців було віддано суду і кинуто до в'язниць, 300 засуджено на смерть, частина зуміла сховатися в степах і горах або втекла до Китаю. Мусульманська еліта, яка переважно не підтримала повстанців, стала все ж таки відходити від колишньої позиції спостереження до позиції захисту «традиційного способу життя».
Лютнева революція призвела до активізації політичного життя в Казахстані. На першому всекиргизькому з'їзді в Оренбурзі в серпні 1917 року була створена організація Алаш-орда, яка з самого початку підтримала боротьбу за незалежність від Росії, проте при цьому співпрацювала з російською владою проти народних революціонерів, що вийшли з лівого крила мусульманських повстанців 1916 року.